# Severodvinsk
Severodvinsk (Russisch: Северодвинск, Severodvinsk) is de op een na grootste stad van de Russische oblast Archangelsk. De stad ligt aan de Witte Zee, vlak bij de delta van Noordelijke Dvina en de stad Archangelsk. Bij de Russische volkstelling van 2002 had Severodvinsk 201.551 inwoners.
Er is een belangrijke Russische basis voor atoomonderzeeboten gevestigd. Tevens worden er onderzeeërs gebouwd en gerepareerd.
In 2006 is gestart met de bouw van een drijvende kerncentrale die voor de kust van Severodvinsk geplaatst zal worden.
Severodvinsk is een stad sinds 1938. Tot 1957 werd het Molotovsk (Молотовск) genoemd.

## Partnersteden
- Tiraspol (Moldavië)
- Brjansk (Rusland)
- Mazyr (Wit-Rusland)
- Soemy (Oekraïne)
- Portsmouth (Verenigde Staten)

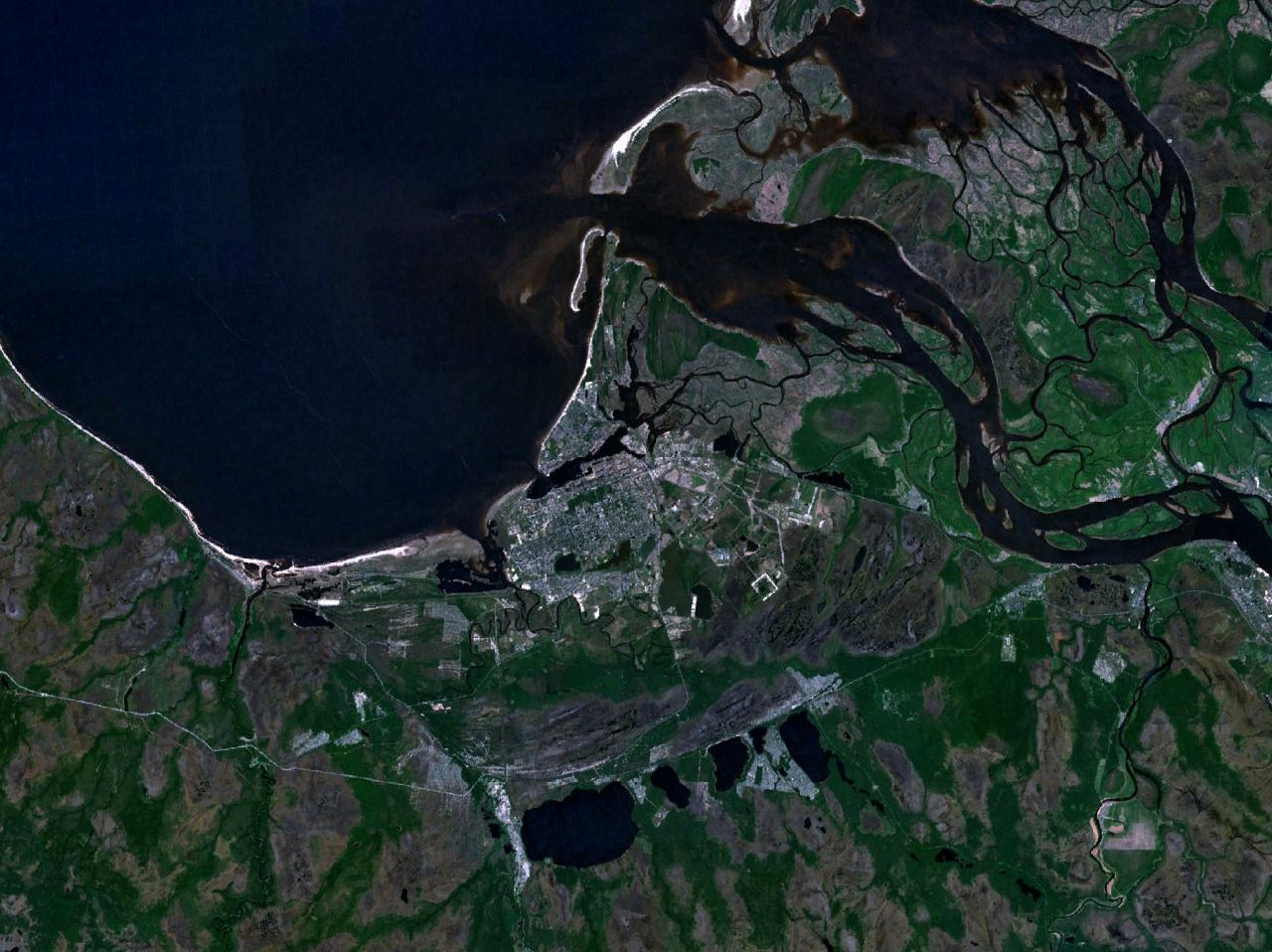
Satellietfoto
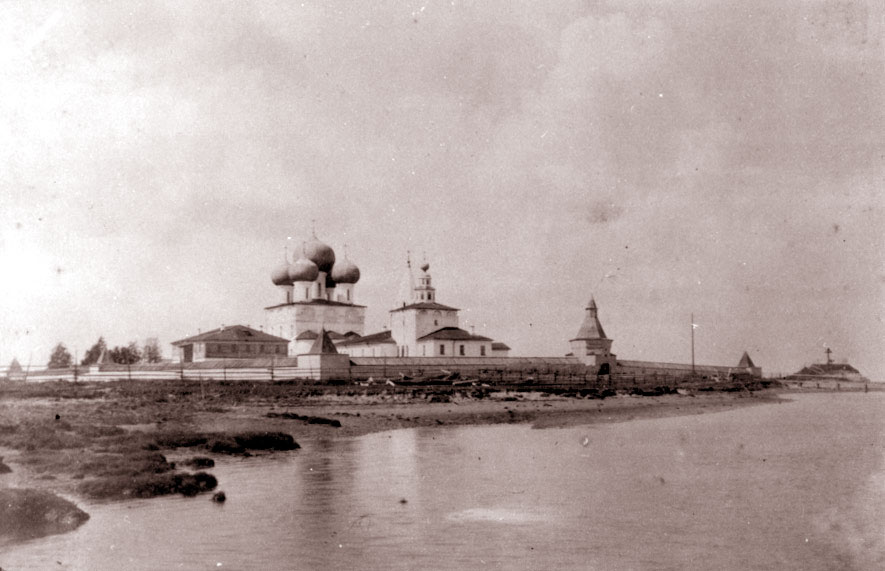
Gezicht op het Karelische Sint-Nikolaasklooster uit 1691 in het begin van de 20e eeuw

Bestuurlijk centrum: Archangelsk

Kargopol · Korjazjma · Kotlas · Mezen · Mirny · Narjan-Mar (Nenetsië) · Njandoma · Novodvinsk · Onega · Severodvinsk · Sjenkoersk · Solvytsjegorsk · Velsk